# Veljo Tormis
Veljo Tormis (Aru, 7 augustus 1930 – Tallinn, 21 januari 2017) was een Estse componist, die zich vooral had toegelegd op koormuziek.

## Levensloop
Tormis’ vader was koordirigent, organist en muziekdocent. Tormis was dus al van jongs af aan vertrouwd met koormuziek. In 1942 werd hij ingeschreven bij de muziekschool in Tallinn, maar ten gevolge van de Tweede Wereldoorlog en een ziekte moest hij zijn opleiding onderbreken. In 1949 ging hij studeren aan het conservatorium in Tallinn, maar hij stapte in 1951 over naar het Conservatorium van Moskou. In 1956 studeerde hij af bij Vissarion Sjebalin.
Aanvankelijk werkte Tormis als muziekleraar (hij heeft Arvo Pärt les gegeven), maar hij bouwde die activiteit langzaam af. Vanaf 1969 was hij fulltime componist.
Tormis, die zich vooral geïnspireerd voelde door de koorwerken van Carl Orff en Zoltán Kodály, maakte al gauw naam als componist van vocale muziek, zowel in de Sovjet-Unie (waartoe Estland van 1940 tot 1991 behoorde) als daarbuiten. Een enkele maal kwam hij in botsing met de censuur, maar omdat het grootste deel van zijn werk gebaseerd is op volksmuziek, werd het doorgaans ongevaarlijk geacht.
Tormis was gehuwd met Lea Rummo (geboren in 1932), die vele publicaties op haar naam heeft staan over dans en theater. Hun zoon Tõnu Tormis (geboren in 1954) is fotograaf.
Tormis ging in 2000 officieel met pensioen.
Vooral in Oost-Europa worden zijn composities beschouwd als hoogtepunten van het twintigste-eeuwse koorrepertoire. In de 21e eeuw trok zijn muziek ook aandacht in andere landen, zoals de Verenigde Staten en Nederland. Op 5 en 6 november 2010 vond in Leiden en Amsterdam een Tormis Festival plaats, waar de componist persoonlijk aanwezig was.

## Werk

### Oeuvre
Tormis heeft meer dan 500 koorwerken op zijn naam staan, waarvan de meeste a capella. Bovendien schreef hij de muziek bij 35 films en een opera, Luigelend (‘Vlucht van de zwaan’, 1965). Het gros van zijn muziek is geïnspireerd op de tekst, de melodie of het thema van een Estisch volksliedje.
Bekende koorwerken van Tormis zijn:
- Raua needmine (‘Een vloek over het ijzer’, 1972), dat sjamanistische bezweringsformules inzet tegen het kwaad van de oorlog;
- Unustatud rahvad (‘Vergeten volkeren’, 1970–89), dat de volksliedjes van inmiddels bijna verdwenen Fins-Oegrische volkeren (Lijven, Woten, Ingriërs, Wepsen en Kareliërs) voor de vergetelheid wil behoeden;
- Incantatio maris aestuosi (‘Toverspreuk voor een stormachtige zee’, 1996), dat gebruikmaakt van een Latijnse vertaling van een fragment uit het Finse nationale epos Kalevala.

Kaks eesti runolaulu (‘Twee Estische Runo-liederen’, 1973/74) is een cyclus bestaande uit twee liederen:
- Kust tunnen kodu (‘Hoe kan ik mijn huis herkennen’) en
- Haned kadunud (‘De verloren gans’), voor twee sopranen en piano.

Het zijn allebei bewerkingen door de dichter Jaan Kaplinski van authentieke Estische Runo-liederen, liederen waarin een verhaal afwisselend door twee partijen wordt verteld, met veel alliteraties en bezwerende herhalingen.
Een bekende uitspraak van de componist is: ‘Ik maak geen gebruik van volksmuziek, de volksmuziek maakt gebruik van mij. Voor mij is volksmuziek geen middel om mezelf uit te drukken, integendeel: ik voel het als een taak om de essentie van de volksmuziek, de geest, betekenis en vorm, weer te geven.’
Veel werken van Tormis zijn op de plaat gezet door de dirigent Tõnu Kaljuste met het Estisch Filharmonisch Kamerkoor.

### Selectie uit zijn werken
- Ouverture No. 1, "Kalevipoeg", voor sopraan, tenor, gemengd koor en orkest, 1956
- Kihnu pulmalaulud (‘Bruiloftsliederen van het eiland Kihnu’), 1959
- Ouverture No. 2 voor orkest, 1959
- Sügismaastikud (‘Herfstlandschappen’), 1964
- Luigelend (‘Vlucht van de zwaan’, opera),[2] 1965
- Lauliku lapsepõli (‘De jeugd van de zanger’), 1966
- Eesti kalendrilaulud (‘Estse kalenderliederen’), 1966–67
- Maarjamaa ballaad (‘Ballade van Maria’s land’), 1967
- Raua needmine (‘Een vloek over het ijzer’), 1972
- Kaks eesti runolaulu (‘Twee Estische Runo-liederen’), 1973/74
- Pikse litaania (‘Litanie aan de donder’), 1974
- Eesti ballaadid (‘Estse balladen’), 1980
- Laulusild (‘Een brug van gezang’), 1981
- Lati burdoonlaulud (‘Letse bourdonliederen’), 1982
- Laivassa lauletaan (‘Zingen aan boord van een schip’), 1983
- Varjele, Jumalan soasta (‘God, bescherm ons tegen de oorlog’), 1984
- Unustatud rahvad (‘Vergeten volkeren’), 1970–89
- Piispa ja pakana (‘De bisschop en de heiden’), 1992
- Incantatio maris aestuosi (‘Toverspreuk voor een stormachtige zee’), 1996